# Sainte-Anne-Saint-Priest
Sainte-Anne-Saint-Priest é uma comuna francesa na região administrativa da Nova Aquitânia, no departamento de Alto Vienne. Estende-se por uma área de 16,54 km². Em 2010 a comuna tinha 166 habitantes (densidade: 10 hab./km²).